# Manuel Alejandro García García
Manuel Alejandro García García (Coquimbo, Chile, 24 de abril de 1985) es un futbolista chileno. Juega de centrocampista y actualmente se encuentra en Lota Schwager.

## Biografía
Inició su carrera como futbolista profesional en Coquimbo Unido, elenco en el que desarrolló sus divisiones menores, siendo ascendido al primer equipo con 17 años de edad, el 2003, por el técnico José Sulantay que por ese entonces estaba al mando del elenco aurinegro, dándole la oportunidad de participar en los encuentros que este disputaba en la Primera División de Chile.
El 2004, se hizo cargo del equipo coquimbano Raúl Toro, entrenador con el cual volvió a estar presente en el equipo, participando de la gran campaña que llevó a Coquimbo Unido a disputar la final del Torneo Apertura el año 2005 frente a Unión Española, sumando a sus cortos 20 años un subcampeonato de la Primera División de Chile a su carrera.
Los años 2006 y 2007, permanece defendiendo la camiseta pirata, viviendo el amargo descenso a la Primera B. Como pocos jugadores del plantel, decide mantenerse en el equipo para pelear por el retorno al fútbol grande y el año 2008 estuvieron cerca de concretarlo al coronarse campeón del Torneo Clausura de la Primera B bajo la dirección técnica de Víctor Milanese Comisso.
El ser campeones le dio la posibilidad de disputar un partido de ida y vuelta con Municipal Iquique quien tomó el cupo del campeón del Apertura. En la llave Coquimbo Unido cayó a través de los lanzamientos penales.
El 2009, sigue en Coquimbo Unido, siendo parte del plantel que jugó en el torneo de Primera B, emigrando el 2010 a Deportes Copiapó, cuadro que militaba en la misma división.
Una fractura en su brazo, impidió que jugara el año 2011 y el 2012 estuvo cerca de fichar el Deportes Melipilla, pero aquello no llegó a concretarse por un tema administrativo.
El 2013, retorna al fútbol profesional defendiendo la camiseta de Lota Schwager, equipo que milita en la Primera B de Chile.

## Clubes
| Club             | País  | Año       |
| ---------------- | ----- | --------- |
| Coquimbo Unido   | Chile | 2003-2009 |
| Deportes Copiapó | Chile | 2010      |
| Lota Schwager    | Chile | 2013-Act. |